# 鋳物師屋村
鋳物師屋村（いもじやむら）は、かつて岐阜県加茂郡にあった村である。
現在の関市鋳物師屋、北天神、南天神などに該当する。

## 歴史
- 1889年（明治22年）7月1日 - 町村制により、鋳物師屋村が発足。
- 1897年（明治30年）4月1日 - 市平賀村、肥田瀬村、大平賀村と合併し富岡村発足。同日鋳物師屋村は廃止。
- 1949年（昭和24年）10月1日 - 富岡村が分割され、旧・鋳物師屋村の地区を含む大部分は武儀郡関町に編入される[2]。